# 地塹

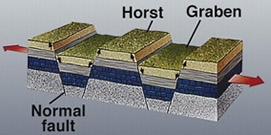
地塹的橫切面圖

地塹在地質學上是一沉陷的地塊、兩旁有平行斷層接壤。
地殼產生斷裂變位時，地層沿著斷層線斷裂後，相對向下陷落的部分，成為地塹。